# Salud reproductiva
Según la OMS, la salud reproductiva es «un estado general de bienestar físico, mental y social, y no de mera ausencia de enfermedades o dolencias, en todos los aspectos relacionados con el sistema reproductivo, sus funciones y procesos. En consecuencia, la salud reproductiva entraña la capacidad de disfrutar de una vida sexual satisfactoria, sin riesgos , de procrear y la libertad para decidir hacerlo o no hacerlo, cuándo y con qué frecuencia» (derechos reproductivos). Tanto el hombre como la mujer tienen derecho a estar informados y tener acceso a métodos de regulación de la fertilidad seguros, eficaces y accesibles así como a disponer de servicios sociales de planificación familiar y salud pública que permitan la adecuada asistencia profesional a la mujer embarazada y permitan que el parto se produzca de forma segura y promuevan el nacimiento de hijos sanos.

## Evolución del concepto
Respecto a la Salud Reproductiva, Ivonne Szasz, socióloga española especializada en demografía, señala que tradicionalmente, hemos usado los términos "planificación familiar" y "salud materno-infantil", para referirnos -con un matiz médico- a las enfermedades y muertes relativas a los procesos reproductivos, y a las complicaciones del embarazo y del parto. Un concepto con un fin claro: controlar el crecimiento poblacional (antinatalismo & natalismo). En los últimos años se ha comenzado a utilizar el término "Salud Reproductiva" que al contrario del anterior pone énfasis en "los derechos sexuales y reproductivos de hombres y mujeres. Es decir, el acceso de hombres y mujeres al propio cuerpo, a la satisfacción personal y a la toma de decisiones sobre cuándo, cómo y con quién tener relaciones sexuales.

## Salud de los adolescentes

Tasa de natalidad adolescente por cada 1.000 mujeres de 15 a 19 años, 2000-2009.

La salud de los adolescentes crea una importante carga mundial y presenta una gran cantidad de complicaciones adicionales y diversas en comparación con la salud reproductiva de los adultos, como los problemas relacionados con el embarazo precoz y la crianza de los hijos, las dificultades para acceder a métodos anticonceptivos y abortos seguros, la falta de acceso a la atención sanitaria y las elevadas tasas de VIH, infecciones de transmisión sexual y problemas de salud mental. Cada uno de ellos puede verse afectado por influencias políticas, económicas y socioculturales externas. Para la mayoría de las adolescentes, aún no han completado su trayectoria de crecimiento corporal, por lo que añadir un embarazo las expone a una predisposición a complicaciones. Estas complicaciones van desde la anemia, la malaria, el VIH y otras ITS, la hemorragia posparto y otras complicaciones posparto, trastornos de salud mental como la depresión y pensamientos o intentos suicidas. En 2016, las tasas de natalidad en adolescentes de entre 15 y 19 años fue de 45 por 1000. En 2014, 1 de cada 3 experimentó violencia sexual, y se produjeron más de 1,2 millones de muertes. Las tres principales causas de muerte en mujeres de 15 a 19 años son las afecciones maternas 10,1%, las autolesiones 9,6% y las afecciones viales 6,1%.
Las causas del embarazo adolescente son amplias y diversas. En los países en desarrollo, las jóvenes se ven presionadas a casarse por diferentes motivos. Una razón es tener hijos para ayudar en el trabajo, otra por el sistema de dote para aumentar los ingresos de la familia, otra se debe a los matrimonios preestablecidos. Estas razones están relacionadas con las necesidades económicas de las familias de las niñas, las normas culturales, las creencias religiosas y los conflictos externos.
El embarazo en la adolescencia, especialmente en los países en desarrollo, conlleva mayores riesgos para la salud y contribuye a mantener el ciclo de la pobreza. La disponibilidad y el tipo de educación sexual para adolescentes varía en las distintas partes del mundo. Los adolescentes LGBT pueden desarrollar problemas adicionales si viven en lugares donde la actividad homosexual es socialmente desaprobada o ilegal; en casos extremos, puede haber depresión, aislamiento social e incluso suicidio entre jóvenes LGBT.

## Maternidad
Se considera que la salud materna e infantil mejora sustancialmente cuando la madre tiene por lo menos 18 años de edad. Los embarazos adolescentes y por tanto la maternidad adolescente se asocian con una peor salud tanto de la madre como de los hijos nacidos de mujeres adolescentes.
Si se desea tener otro hijo más, se considera mejor para la salud de la madre y para el éxito del embarazo y el consiguiente parto seguro, esperar al menos 2 años después del nacimiento anterior antes de intentar concebir un nuevo hijo (también se considera que no es conveniente esperar más de 5 años a tener otro nuevo hijo). Después de un aborto, ya sea espontáneo o inducido se considera más idóneo esperar al menos 6 meses para un nuevo embarazo.

## Conferencia Internacional sobre la Población y el Desarrollo - El Cairo - 1994
La Conferencia Internacional sobre la Población y el Desarrollo (CIPD), (International Conference on Population and Development (ICPD)) celebrada en El Cairo, Egipto, del 5 al 13 de septiembre de 1994. Participaron delegaciones de 179 Estados participaron en las negociaciones para acordar y aprobar un Programa de Acción sobre población y desarrollo para los próximos 20 años. Unos 20.000 delegados de varios gobiernos, Naciones Unidas agencias, ONG, y multitud de medios de comunicación se reunieron para tratar múltiples aspectos relacionados con la población, incluyendo a inmigración, la mortalidad infantil y mortalidad materna, control de la natalidad, planificación familiar, la educación sexual y la educación de las mujeres.
El Programa de Acción de la ICPD, a pesar de que recibió el apoyo de una amplia mayoría de Estados miembros de la ONU, no goza de la condición de instrumento jurídico internacional, por lo que no es jurídicamente vinculante.
El Programa de Acción hace suya una nueva estrategia que hace hincapié en los vínculos entre población y desarrollo centrándose en satisfacer las necesidades individuales de mujeres y hombres en lugar de objetivos de carácter demográfico.

### Programa de Acción - Objetivos
La Conferencia Internacional sobre la Población y el Desarrollo promovió un consenso sobre cuatro objetivos cualitativos y cuantitativos para la comunidad internacional, de los cuales los dos últimos tienen particular importancia para la salud reproductiva:
- Reducción de la mortalidad materna: la reducción de las tasas de mortalidad materna y la consiguiente reducción de las disparidades en dicha tasa entre los distintos países, regiones geográficas, grupos socioeconómicos y étnicos.

- Acceso a los servicios de salud reproductiva y salud sexual, incluida la planificación familiar: la planificación familiar, el acceso y la información sobre los métodos anticonceptivos, la atención prenatal, los partos sin riesgos y la atención posparto, la prevención y el tratamiento adecuado de la infertilidad, la prevención del aborto así como la gestión de las consecuencias del aborto, el tratamiento de infecciones de los órganos reproductivos, de las enfermedades de transmisión sexual y otras condiciones de salud reproductiva así como la educación, el asesoramiento, según proceda, sobre la sexualidad humana, salud reproductiva y la paternidad responsable. Servicios específicos de atención al VIH (sida), al cáncer de mama, la infertilidad, el parto y el aborto debe estar disponible. La disuasión activa de la mutilación genital femenina (Ablación de clítoris).

#### Universalización de la planificación familiar
La clave de este nuevo enfoque es apoyar a las mujeres y brindarles más opciones a través de un mayor acceso a la educación y los servicios de salud y promover el desarrollo de formación para la búsqueda y obtención de empleo y la consiguiente autonomía de la mujer. El programa defiende la universalización de los servicios de planificación familiar para el año 2015, o antes si fuera posible, como parte de un planteamiento amplio sobre la salud reproductiva y los derechos reproductivos, en la que se pretende disponer del máximo de recursos tanto de los gobiernos como de las instituciones internacionales.

## Objetivos de desarrollo del milenio
Lograr el acceso universal a la salud reproductiva para 2015 es uno de los dos puntos del denominado Objetivo 5 - Mejorar la salud materna, uno de los ocho grandes Objetivos de Desarrollo del Milenio.
Para seguir el progreso mundial hacia la consecución del objetivo de acceso universal a la salud reproductiva para 2015, la ONU ha establecido los siguientes indicadores:
- 5.1 - Tasa de mortalidad materna
- 5.2 - Proporción de partos con asistencia de personal sanitario especializado
- 5.3 - Tasa de prevalencia de anticonceptivos
- 5.4 - Tasa de embarazos adolescentes
- 5.5 - Cobertura de atención prenatal
- 5.6 - Necesidad insatisfecha de planificación familiar

Según el Informe de Progreso de los Objetivos de Desarrollo del Milenio, las estadísticas regionales en los indicadores 5.3 a 5.6 se mejoraron o se mantuvieron estables entre los años 2000 y 2005. Sin embargo, el progreso ha sido lento en la mayoría de países en desarrollo, en particular en África subsahariana, que sigue siendo la región con los peores indicadores en salud reproductiva. 
Según la OMS en 2005 el 55% de las mujeres no tenían suficiente atención prenatal y el 24% no tenía acceso a servicios de planificación familiar.

## Salud reproductiva y aborto

### Aborto legal y seguro
La Organización Mundial de la Salud, en su publicación Journal Paper promueve con urgencia el aborto legal y seguro como uno de sus derechos reproductivos y derecho fundamental de las mujeres, independientemente de donde vivan. El aborto inseguro se considera una  pandemia silenciosa.
El artículo indica que "acabar con la pandemia silenciosa del aborto inseguro es un imperativo urgente para la salud pública y los derechos humanos". También afirma que "el acceso al aborto seguro es una mejora directa sobre la salud de la mujer, como se documentó en Rumania durante el régimen del Presidente Nicolae Ceausescu" y "la legalización del aborto libre es una condición necesaria pero insuficiente para mejorar la salud de la mujer". En dicho artículo se cita que en algunos países como la India donde el aborto es legal desde hace décadas, el acceso a los servicios médicos sigue estando muy restringido a causa de otras barreras. La Estrategia Mundial sobre Salud Reproductiva de la OMS, aprobada por la Asamblea Mundial de la Salud en mayo de 2004 señaló: "Como una causa evitable de mortalidad y morbilidad materna el aborto inseguro que debe tratarse como parte de los Objetivos de Desarrollo del Milenio -objetivo: mejorar la salud materna- así como de otros objetivos internacionales de desarrollo".

#### Estrategia contra el aborto inseguro
La sección de Desarrollo e Investigación en Reproducción Humana de la OMS (Development and Research Training in Human Reproduction - HRP), que trabaja en salud sexual y reproductiva, tiene una estrategia global para luchar contra el aborto inseguro que se compone de cuatro actividades interrelacionadas:
- recopilar, sintetizar y generar evidencias científicas sólidas sobre la prevalencia del aborto en malas condiciones y prácticas;
- desarrollar tecnologías mejoradas para las intervenciones médicas y quirúrgicas para hacer más seguro el aborto;
- trasladar las evidencias y desarrollo en normas, instrumentos y directrices ejecutivas;
- apoyar el desarrollo de programas y políticas que reduzcan el aborto inseguro y mejoren el acceso al aborto seguro y la atención sanitaria de calidad post-aborto.

La lucha contra el aborto inseguro y la posibilidad de legalizar el aborto seguro dentro de los sistemas de salud públicos para mejorar la salud materna (evitando la mortalidad materna) no debe entenderse como una promoción de aborto como un método de planificación familiar.